# 波卡利夫
51°21′35″N 28°35′29″E / 51.35972°N 28.59139°E
波卡利夫（烏克蘭語：Покалів），是烏克蘭北部的村莊，隸屬日托米爾州的科羅斯滕區。該村始建於1724年，面積1.6平方公里，海拔高度210米，2001年人口591，人口密度每平方公里369.38人。